# Encell
Encell är ett nationellt kompetenscentrum för livslångt lärande, inrättat på initiativ av regeringen. Encell har stiftelsen Högskolan i Jönköping som huvudman och Högskolan för lärande och kommunikation (HLK) som värdorganisation.
Encells verksamhet kretsar kring tre kärnpunkter: forskning, partnerskap och kunskapsspridning.